# Streblognathus
Streblognathus – rodzaj mrówek z podrodziny Ponerinae, obejmujący dwa opisane gatunki.

## Gatunki
- Streblognathus aethiopicus (Smith, 1858)
- Streblognathus peetersi Robertson, 2002